# Silikóza
Silikóza je druh plicního onemocnění, které patří do skupiny tzv. kolagenních pneumokonióz. Jedná se o usazování oxidu křemičitého v plicích, ten se do těla dostává vdechováním malých částeček. Nemoc se nejčastěji vyskytuje u pracovníků, kteří pracují v lomech, kamenolomech nebo v tunelech. Celý název nemoci je „pneumonoultramikroskopiksilikovulkanokonióza“ a jedná se o jedno z nejdelších slov světa.

## Projevy
Toto onemocnění se nejčastěji projevuje právě těmito příznaky:
- dušnost – zhoršuje se při námaze
- kašel – od slabého až po silný, doprovázený chrapotem
- únava
- zrychlené dýchání
- bolest na hrudi
- horečka

## Typy onemocnění
- chronická silikóza - silikóza se projevuje 15-20 let po působení v prostředí právě s velkým výskytem malých částí oxidu křemičitého, jedná se o nejčastější formu silikózy, pacienti nemusí mít při tomto druhu jasné příznaky tohoto onemocnění

## Vyšetření
Při podezření na silikózu se provádí RTG snímek plic, který může odhalit uzliny způsobené právě tímto onemocnění (většinou v horním laloku plic), může se provádět i CT vyšetření.

## Léčba
Léčba při tomto onemocnění medikamentózní cestou je nutná. Nasazují se antibiotikum, z důvodu dalšího poškození plic (např. TBC). Zajištěn musí být také dostatečný přísun kyslíku a s tím související abstinence cigaret. Při těžších formách silikózy je někdy nutné provést transplantaci plic.